# Ski de fond aux Jeux olympiques de 2010 – 10 kilomètres femmes
Navigation
2006 2014

L'épreuve féminine de 10 kilomètres de ski de fond des Jeux olympiques d'hiver de 2010 a eu lieu le 15 février 2010 au parc olympique de Whistler à Vancouver au Canada. 
L'épreuve est remportée par la suédoise Charlotte Kalla en 24:58.4 minutes. 
La première Française Karine Laurent Philippot termine 26e.

## Médaillés
| Or                    | Argent                     | Bronze              |
| Charlotte Kalla (SUE) | Kristina Šmigun-Vähi (EST) | Marit Bjørgen (NOR) |